# Shivan Qaderi
Shivan Qaderi (també conegut com a Sayed Kamal Astam, Sayed Kamal Astom, Shwane Qadri, o Sayed Kamal Asfaram; en kurd, Şivan Qaderî) va ser un opositor kurd iranià que va ser mort per les forces de seguretat iranianes a Mahabad el 9 de juliol de 2005. Segons les reivindicacions de l'oposició, les forces de seguretat van assassinar Qaderi i després van lligar el seu cos a un jeep Toyota per arrossegar-lo pels carrers. El seu cos, que va ser lliurat als pares, va ser mutilat.
Les autoritats iranianes van confirmar que Qaderi, «que va fugir corrent per que la justícia el buscava», va ser disparat i mort mentre presumptament evitava l'arrest. Segons les fonts iranianes, era un «criminal i contrabandista» i, segons els grups d'oposició, era un «activista i opositor». Havia estat acusat d'exigir la independència del Kurdistan i de celebrar el nomenament del kurd Jalal Talabani com a president d'Iraq.
Durant les sis setmanes següents, es van produir disturbis i protestes a les ciutats i pobles kurds de tot l'Iran occidental, com Mahabad, Sanandaj, Sardasht, Piranshahr, Oshnavieh, Baneh, Bukan i Sakkiz (i fins i tot es van iniciar protestes al sud-oest de l'Iran i a Balutxistan, a l'est de l'Iran) amb molts morts i ferits, i un nombre incontenible de detinguts sense càrrecs. El govern iranià va enviar 100.000 tropes a la regió per sufocar els disturbis. Les autoritats iranianes també van tancar diversos diaris kurds importants, arrestant a periodistes i editors. Segons el Partit de la Vida Lliure del Kurdistan (PJAK), prop de 50.000 persones van protestar després de la seva mort a la plaça de Chuwarchira.
ROJ TV i un missatge del govern dels Estats Units d'Amèrica al·leguen que després de la seva mort, els soldats iranians van lligar el cos de Ghaderi a un vehicle militar i després el van arrossegar per la ciutat. Segons el govern dels EUA, es tractava d'intimidar la població i dissuadir les futures protestes.